# Nordre Skardholmen
Nordre Skardholmen est une île norvégienne du comté de Hordaland appartenant administrativement à Bømlo.

## Description
Rocheuse et désertique, elle s'étend sur environ 386 m de longueur pour une largeur approximative de 120 m. 